# 14 грудня
14 грудня — 348-й (349-й у високосному році) день року у григоріанському календарі. До кінця року залишається 17 днів.

## Свята і пам'ятні дні

### Національні
- Україна: День вшанування учасників ліквідації наслідків аварії на Чорнобильській АЕС.

### Релігійні

#### Західне християнство
- Пам'ять Івана від Хреста;
- Пам'ять святих Венанція Фортуната, Матроніана[en], Нікасія Реймського[en], Спиридона Тримифунтського.

#### Східне християнство
- Пам'ять мучеників Тирса, Левкія і Калиника;
- Пам'ять святих мучеників Филимона, Аполлонія, Аріана і Феотиха[1];
- Пам'ять святого Німатулла Кассаба[en] (Маронітська церква);
- Пам'ять святого Івана III Седрійського[en] (Сирійська церква).

## Іменини
✝  Католицькі: Венанцій, Матроніан, Нікасій, Спиродон.
✙ Православні: Аполлон (Аполлоній), Аріан (Арріан), Калиник, Левкій, Тирс, Феотих, Филимон.

## Події
- 1819 — Алабама стала 22-м штатом США
- 1900 — день народження квантової механіки. Макс Планк виступив із доповіддю у Німецькому фізичному товаристві про сформульований ним закон випромінення
- 1901 — в Лондоні проведено перший турнір з настільного тенісу
- 1903 — в Кіті Хоук (штат Північна Кароліна), брати Райт зробили першу спробу піднятися в повітря на сконструйованому ними літаку. Однак конструкція впала ще на злеті
- 1911 — людина вперше підкорила Південний полюс. Експедиція норвежця Руаля Амундсена на їздових собаках досягнула точки, де, за розрахунками, повинен був лежати полюс. Через 35 днів тієї ж точки пішки досягнула експедиція Роберта Скотта
- 1918 — гетьман Павло Скоропадський зрікся влади на користь Директорії УНР
- 1935 — прем'єрою оперети Й.Штрауса «Кажан» у приміщенні колишнього Троїцького народного дому відкрився Київський театр оперети (до 1967 — театр музичної комедії)
- 1939 — у зв'язку з нападом на Фінляндію СРСР виключений з Ліги Націй
- 1944 — Президія Верховної Ради РРФСР своїм указом замінила назви 11 районів і відповідних районних центрів Кримської АРСР з кримськотатарських і німецьких на російські
- 1947 — матчем «Реал» Мадрид — «Белененсеш» Лісабон, який закінчився перемогою господарів з рахунком 3:1, відкритий стадіон «Сантьяго Бернабеу»
- 1949 — Єрусалим проголосили столицею Ізраїлю
- 1950 — було засноване Управління Верховного комісара ООН у справах біженців
- 1955 — членами ООН стали Народна Республіка Албанія, Австрія, Народна Республіка Болгарія, Камбоджа, Цейлон, Фінляндія, Угорська Народна Республіка, Ірландія, Італія, Йорданія, Лаос, Об'єднане Лівійське королівство, Непал, Португалія, Народна Республіка Румунія та Іспанія
- 1958 — третя радянська антарктична експедиція вперше досягла полюса недоступності в Антарктиді (найвіддаленішої від узбережжя материка точки)
- 1960 — у Парижі було підписано Конвенцію про заснування Організації економічного співробітництва і розвитку (ОЕСР)
- 1962 — американська автоматична міжпланетна станція «Марінер-2» стала першим апаратом, який долетів до Венери
- 1989 — Роман Гнатишин призначений генерал-губернатором Канади (склав присягу 29 січня 1990).
- 1994 — першим досвідом безпосереднього супутникового мовлення з території колишнього СРСР стала експериментальна трансляція з території України "Міжнародного «Слов'янського Каналу»
- 1996 — на 11 тижнів американський хіт-парад очолила пісня Don't Speak гурту No Doubt, котра протягом місяця вийшла на перші місця в рейтингах всіх англомовних і більшості європейських країн
- 2004 — на півдні Франції відкрито найвищий міст-віадук Мійо
- 2008 — 29-річний журналіст єгипетського телеканалу «Аль-Багдадія» Мунтазер аль-Заїді кинув черевики у американського президента Джорджа Буша зі словами «Це тобі мій прощальний поцілунок, собако!»
- 2009 — в центрі Стокгольма відбувся запуск в експлуатацію першої у світі мобільної мережі на базі технології Long Term Evolution
- 2012 — сталася стрілянина у Сенді-Гук

## Народились
Дивись також Категорія:Народились 14 грудня
- 1503 — Нострадамус, французький астролог, лейб-медик Карла IX, письменник.
- 1546 — Тихо Браге, данський астроном, астролог і алхімік.
- 1821 — Микола Щербина, поет, екофілософ українського походження.
- 1835 — Губерт Зімар, німецький богослов.
- 1850 — Микола Кузнецов, український живописець і графік. Брат художника Дмитра Кузнецова, батько оперної співачки Марії Кузнецової-Бенуа.
- 1866 — Роджер Фрай, англійський художник і художній критик, увів в ужиток поняття постімпресіонізм. Один з предтеч вортіцизму.
- 1884 — Миколай Чарнецький, український церковний діяч (УГКЦ), єпископ, професор Духовної семінарії у Станіславові, настоятель монастирів у Костополі й Ковелі. Проголошений мучеником і блаженним УГКЦ.
- 1895 — Поль Елюар (Ежен Грендель), французький поет-сюрреаліст.
- 1895 — Георг VI (Альберт Фредерік Артур Георг), король Сполученого Королівства Великої Британії та Північної Ірландії і Домініонів з 1936 року, імператор Індії в 1947 році, король Індії в 1947–1949 роках, король Ірландії в 1936–1949 роках.
- 1895 — Мір'ям Бернштейн-Коган, єврейська театральна і кіноакторка, режисерка й перекладачка, піонерка івритського театру.
- 1935 — Лі Ремік, американська акторка.
- 1946 — Джейн Біркін, британсько-французька акторка і співачка.
- 1947 — Ділма Русеф, перша в історії Бразилії жінка на посаді президента країни.
- 1949 — Кліфф Вільямс, рок-музикант, гітарист (AC/DC).
- 1960 — Ібрагім Райсі, іранський політик, 8-й та чинний президент Ірану.
- 1965 — Тед Реймі, американський актор.
- 1969 — Наташа Мак-Елгон, британська акторка.
- 1970 — Анна Марія Йопек, польська співачка, музикантка і продюсерка
- 1972 — Геннадій Біліченко, капітан СБУ, перший загиблий військовослужбовець у війні на Донбасі, кавалер Ордену Богдана Хмельницького III ст. (посмертно).
- 1975 — Богдан Добробабенко, офіцер Збройних сил України, учасник російсько-української війни. Герой України (2024, посмертно).
- 1979 — Андрій Макров, естонський хокеїст
- 1988 — Ванесса Енн Гадженс, американська акторка і співачка.

## Померли

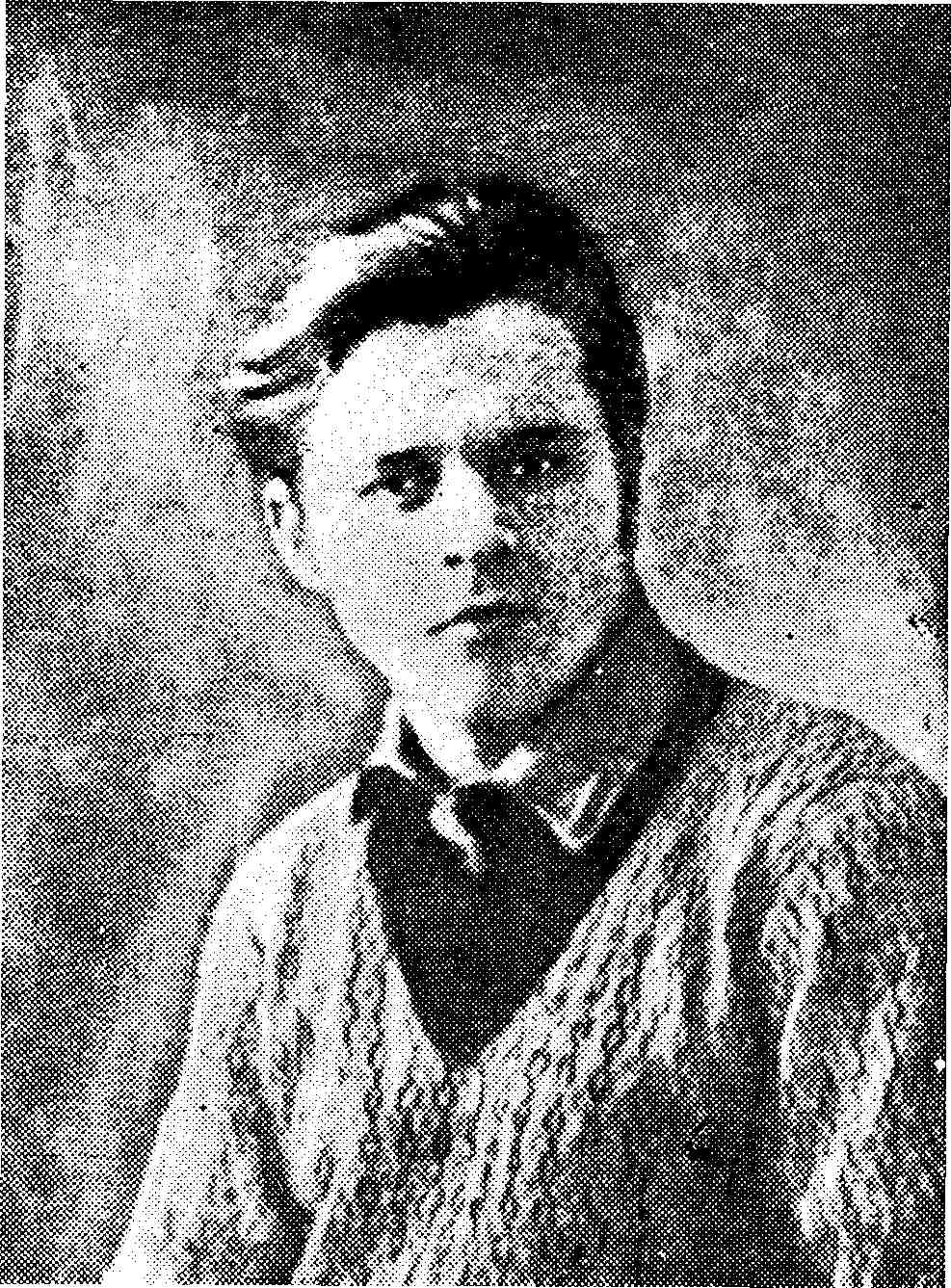
Олекса Влизько

Григорій Ільїнський

Дивись також Категорія:Померли 14 грудня
- 1788 — Карл III, герцог Пармський у 1731–1735, король Обох Сицилій у 1734–1759, король Іспанії у 1759–1788
- 1799 — Джордж Вашингтон, громадський та військовий діяч, перший президент Сполучених Штатів Америки.
- 1800 — Хосе де Рібас, перший градоначальник Одеси, російський адмірал, за походженням каталонець.
- 1923 — Теофіль-Олександр Стейнлен, французький і швейцарський художник, графік та ілюстратор, який працював як в реалістичному стилі, так і в стилі модерн.
- 1934 — Олекса Влизько, український поет, прозаїк, страчений нарівні з багатьма діячами української культури.
- 1937 — Григорій Ільїнський, український та радянський учений, філолог-славіст, історик, археограф, етнограф, педагог, приват-доцент кафедри славістики Харківського університету (1907—1909). Жертва сталінських репресій.
- 1950 — Ігор Савченко, український і російський кінорежисер, сценарист.
- 1957 — Йозеф Лада, чеський художник (сценограф і графік), карикатурист, ілюстратор і казкар.
- 1984 — Вісенте Алейксандре, іспанський поет, представник «покоління 1927». Лауреат Нобелівської премії з літератури за 1977 рік.
- 1989 — Андрій Сахаров, радянський фізик, лауреат Нобелівської премії миру (1975 р.), діючий член АН СРСР (з 1953), співтворець водневої бомби, активний борець за права людини.
- 1990 — Фрідріх Дюрренматт, швейцарський романіст і драматург.
- 1993 — Мірна Лой, американська акторка 1930-х років.
- 1998 — Тимофій Левчук, український кінорежисер, педагог.
- 2013 — Джон Воркап Корнфорт, австралійський хімік-органік, лавреат Нобелівської премії з хімії (1975) спільно з Володимиром Прелогом.
- 2013 — Пітер О'Тул, британський актор ірландського походження, відомий за фільмами «Як вкрасти мільйон», «Калігула», «Останній імператор».
- 2015 — Вадим Тищенко, український та радянський футболіст і тренер, олімпійський чемпіон 1988.